# Chaïma Hellal Berrouane
Chaïma Hellal Berrouane est une rameuse d'aviron algérienne née le 30 avril 2000.

## Carrière
Chaïma Hellal Berrouane remporte aux championnats d'Afrique d'aviron de plage sprint 2022 à Hammamet la médaille d'argent en deux de couple avec Amira Sebbouh.
Elle obtient la médaille d'argent en deux de couple poids légers seniors avec Lylia Ikram Meguedad aux Championnats d'Afrique d'aviron 2022 ; dans la catégorie des moins de 23 ans, elle est médaillée d'or en deux de couple poids légers, toujours avec Lylia Ikram Meguedad.
Aux Championnats d'Afrique d'aviron 2023 à Tunis, elle est médaillée de bronze en skiff poids légers et en deux de couple poids légers avec Feriel Zitouni.
Aux Championnats d'Afrique d'aviron 2024, elle est médaillée d'argent en deux de couple poids légers avec Amira Sebbouh ainsi qu'en quatre de couple, et médaillée de bronze en skiff poids légers. 
Elle est aussi médaillée de bronze en quatre de couple mixte aux Championnats d'Afrique d'aviron de plage sprint 2024.